# Peace on Earth
Peace on Earth és un curtmetratge d'animació de la Metro-Goldwyn-Mayer, dirigit per Hugh Harman el 1939. La història mostra un món postapocalíptic habitat per animals.
Segons l'obituari d'Hugh Harman en el New York Times i Ben Mankiewicz, presentador del programa Cartoon Alley en Turner Classic Movies, el curtmetratge animat va ser nominat per al Premi Nobel de la Pau. Tanmateix, no apareix en la llista de nominats. Mankiewicz a més afirma que va ser el primer dibuix animat d'un estudi gran en tractar un tema seriós. El 1994 va quedar al lloc número 40 de la llista the 50 Greatest Cartoons, gràcies als vots de diversos membres de la indústria de l'animació. També va ser nomenat per a l'Oscar al millor curtmetratge animat de 1939, però el premi el va rebre The Ugly Duckling, curtmetratge de la sèrie Silly Symphonies de The Walt Disney Company.
El curtmetratge mostra a dos esquirols que li pregunten al seu avi sobre la paraula "home" en la lletra d'una cançó de Nadal. L'avi els explica que abans va existir una raça que estava constantment enfrontant-se en guerres, la qual cosa els va portar a la seva extinció. Després d'això, els animals van reconstruir el món.
William Hanna i Joseph Barbera van fer una nova versió en Cinemascope el 1955. Aquesta nova versió, titulada Good Will to Men, va ser nominada a un Premi Oscar. Aquesta versió, que va aparèixer després de la Segona Guerra Mundial, mostra armament més actualitzat (i destructiu) com bazookes o armament nuclear. A banda, també hi ha referències religioses més explícites, doncs si al curtmetratge original els animals reconstruïen el món a partir de trobar un llibre, al remake de Hanna-Barbera aquest llibre és citat com La Bíblia.